# Teorema de Gauss-Bonnet

Un ejemplo de región compleja donde el teorema de Gauss-Bonnet puede ser aplicado. Se muestra el signo de la curvatura geodésica.

El teorema de Gauss-Bonnet en geometría diferencial es una proposición importante sobre superficies que conecta su geometría (en el sentido de la curvatura) con su topología (en el sentido de la característica de Euler).
Se nombra por  Carl Friedrich Gauss que era consciente de una versión del teorema pero que nunca la publicó, y de Pierre Ossian Bonnet que publicó un caso especial en 1848.

## Definición
Supóngase que M es una variedad de Riemann compacta orientable de dimensión 2, con borde {\displaystyle \partial M}. Denótese por K la curvatura gaussiana en los puntos de M y por kg la curvatura geodésica en los puntos de {\displaystyle \partial M}. Entonces
{\displaystyle \int _{M}K\;dA+\int _{\partial M}k_{g}\;ds=2\pi \chi (M)}
donde χ(M) es la característica de Euler de M.
El teorema se puede aplicar en particular a superficies compactas sin frontera, en cuyo caso la integral {\displaystyle \int _{\partial M}k_{g}\;ds} es omitida. Entonces se obtiene que la curvatura total Gaussiana de una superficie cerrada es igual a 2π veces la característica de Euler.  Note que la característica de Euler de una superficie orientable, compacta y sin frontera es 2-2g, donde g es el género de la superficie. Cualquier superficie orientable compacta sin frontera es topológicamente equivalente a una esfera con asas y g es el número de ellas. 

Si se dobla o deforma la superficie M su característica de Euler no cambiará, ya que este es un invariante topológico, mientras que las curvaturas cambiarán en algunos puntos. El teorema expresa de forma sorprendente que la integral total de todas las curvaturas permanecerá igual sin importar cómo deformemos a M.  Por lo tanto, si tenemos una esfera con una abolladura, entonces su curvatura total es 4π (ya que la característica de Euler de la esfera es 2), sin importar qué tan profunda o grande sea la abolladura. 

La compacidad de la superficie es crucial.  Considere el disco abierto de radio uno que es una superficie Riemanniana compacta y sin frontera con curvatura 0 y característica de Euler 1. Entonces la fórmula de Gauss-Bonnet no se satisface, del lado izquierdo de la ecuación obtenemos 0 y del lado derecho 2π. Si consideramos el disco cerrado de radio uno entonces obtenemos 2π del lado izquierdo por lo que obtenemos una igualdad en la formula. 
Como aplicación, como un toro tiene característica de Euler igual a cero, entonces su curvatura total es cero.  Si el toro tiene la métrica Riemanniana heredada por el espacio Euclidiano de dimensión tres, entonces la parte más cercana al "agujero" tiene curvatura Gaussiana negativa, la parte más alejada tiene curvatura Gaussiana positiva y la curvatura total es efectivamente igual a cero. Es posible construir un toro identifican los lados opuestos de un cuadrado, en cuyo caso su métrica Riemanniana es plana. Es decir, tiene curvatura Gaussiana constante 0, y por lo tanto curvatura total igual a cero. De la formula de Gauss-Bonnet se concluye que el toro de dimensión dos no tiene ninguna métrica Riemanniana con curvatura Gaussian positiva en todos lados o con curvatura Gaussiana negativa en todos lados.
Del teorema también se deducen resultados interesantes para triángulos. Supongamos que M es una superficie Riemanniana, no necesariamente compacta, y consideremos un triángulo en M formado por tres geodésicas. Denotemos por T a la superficie formada por el interior del triángulo y su frontera por pedazos dada por las tres geodésicas. La curvatura geodésica de cada geodésica es cero y la característica de Euler de T es 1. Entonces el teorema de Gauss-Bonnet nos dice que la suma de los ángulos externos más la  curvatura total de T es igual a  2π. Recordando que un ángulo exterior es igual a π menos el ángulo interior, podemos reescribir lo anterior de la forma siguiente:

La suma de los ángulos interiores de un triángulo geodésico es igual a π más la curvatura total del triángulo. 

En el caso del plano donde la curvatura Gaussiana es cero y las geodésicas son líneas (o segmentos de líneas) recobramos la formula usual de la suma de los ángulos de un triángulo. En la esfera, donde la curvatura es 1 en todo punto, vemos que la suma de los ángulos de un triángulo geodésico es mayor que π. En el espacio hiperbólico de dimensión dos, donde la curvatura es -1 en todo punto, la suma de los ángulos de un triángulo geodésico es menor que π.

## Generalizaciones
Una generalización a n dimensiones fue encontrada en los años 40 por Allendoerfer, Weil y Chern. Ver el teorema de Gauss-Bonnet generalizado y el homomorfismo de Chern-Weil.